# پوریا ناظمی
پوریا ناظمی روزنامه‌نگار، نویسنده، مترجم و مروج علم است. او با رسانه‌های نوشتاری، دیداری و آنلاین متعددی همکاری کرده‌است. او پیش از این عضو هیئت تحریریه ماهنامه نجوم، دبیر سرویس علمی روزنامه جام جم، مؤسس و سردبیر ضمیمه علمی جام جم به نام سیب، و همکار برنامه تلویزیونی «آسمان شب: طبیعت فراموش شده» در شبکه ۴ سیما بود. او با همکاری محمدرضا نوروزی پادکست رادیو راز را تولید و اجرا می‌کرد. او همچنین مجموعه پادکست‌هایی با موضوع علم، فناوری، رسانه و آینده را با عنوان «در این شب‌ها» منتشر می‌کند و پیش تر مجموعه ویدیو کستی را با همین این عنوان تولید و منتشر می‌کرد.

## تحصیلات
پوریا ناظمی دوره دبیرستان خود را در دبیرستان سازمان انرژی اتمی ایران سپری کرد. او در سال ۱۳۷۵ در رشته ریاضیات محض در دانشگاه فردوسی مشهد پذیرفته شد و کارشناسی خود را در این رشته کسب کرد. در سال ۱۳۹۷ او در دانشگاه کونکوردیا در مونترال به تحصیل در رشته «نوآوری‌های دیجیتال در مطالعات رسانه» در مقطع کارشناسی ارشد مشغول شد.

## فعالیت‌های ترویجی و رسانه ای
پوریا ناظمی فعالیت‌های ترویجی و رسانه ای خود را دوران دانشجویی و زمانی که از سوی معاونت فرهنگی وزارت علوم، تحقیقات و فناوری به عضویت هیئت مؤسس و شورای سیاستگذاری کانون‌های فرهنگی، هنری و اجتماعی دانشجویان کشور درآمد آغاز کرد و مسولیت انتشار ویژه نامه‌های خبری نشست‌های تأسیسی این رویدادها را بر عهده داشت. در همین دوره به دلیل علاقه به نجوم آماتوری ضمن تأسیس کانون نجوم آماتوری دانشگاه فردوسی مشهد وب سایتی خبری به نام کاواک را تأسیس کرد که به انتشار خبرهای نجومی می‌پرداخت.
پس از فارغ‌التحصیلی از دانشگاه به دعوت بابک امین تفرشی به ماهنامه نجوم پیوست و در ابتدا مسولیت خبر این وب سایت را بر عهده گرفت و سپس به عضویت تحریریه آن درآمد. در همین زمان سخنرانی‌های عمومی و ترویجی خود را در مناسبت‌های مختلف دنبال می‌کرد.
او سپس به دعوت روزنامه جام جم به عنوان خبرنگار و مترجم به این روزنامه پیوست و بعد از مدتی سمت دبیری گروهی دانش روزنامه جام جم را بر عهده گرفت و تا زمان حضورش در ایران در این سمت باقی ماند. در این سمت او به تأسیس هفته نامه ترویجی و علمی سیب در جام جم کمک کرد.
در سال ۱۳۸۵ و در سیزدهمین جشنواره مطبوعات در بخش مقالات تخصصی مورد تقدیر قرار گرفت.
او در سال ۱۳۸۲ و به مناسبت مقابله مریخ به دعوت سیاوش صفاریان پور به عنوان میهمان در ویژه برنامه مریخ با اجرای علی اکبر عبدالرشیدی در شبکه چهار سیما حضور یافت و از آن پس تا سال ۱۳۸۸ میهمان برنامه‌های علمی و به‌طور خاص برنامه آسمان شب طبیعت فراموش شده بود.
یکی از ماندگارترین برنامه‌های این دوره گفتگوی تلویزیونی با انوشه انصاری نخستین زن فضانوردی بود که به‌طور خصوصی عازم ایستگاه بین‌المللی فضایی می‌شد که به‌طور مشترک توسط پوریا ناظمی و سیاوش صفاریان پور انجام شد و بازتاب‌های وسیعی داشت.
او در سال‌های اخیر مجموعه ای به نام پیشتازان فضا را برای برنامه آسمان شب طبیعت فراموش شده نوشت و اجرا کرد.
ناظمی همچنین عضو هیئت دبیران شاخه آماتوری انجمن نجوم ایران بود. او در قالب این انجمن ضمن و برنامه‌ریزی برای برنامه‌های ترویجی نجومی، رقابت رصدی صوفی را تأسیس کرد. او همچنین پیش نویس اساسنامه این شاخه را در سال ۱۳۸۷ نوشت او به همراه سایر اعضا هیئت دبیران این شاخه در سال ۱۳۹۱ در اعتراض به عملکرد انجمن نجوم ایران از عضویت در این نهاد استعفا داد.
پوریا ناظمی از سال ۱۳۹۰ تا کنون ساکن کانادا است و به‌طور غیرمتعهد به همکاری خود با رسانه‌های مختلف ادامه داده و تحقیق در زمینه ارتباطات علم مشغول است.
انجمن ترویج‌علم ایران در سال ۱۳۹۹ جایزه خود در بخش رسانه را به او اهدا کرد.

## خلاصه ای از آثار
ترجمه درس نامه آنلاین روزنامه‌نگاری علمی تهیه شده توسط فدراسیون جهانی روزنامه‌نگاری علم
ترجمه کتاب مقدمه ای بسیار کوتاه بر ریاضیات - تیموتی گاورز - انتشارات حکمت
ترجمه کتاب مقدمه ای بسیار کوتاه بر نسبیت - راسل استانارد - انتشارات حکمت
ترجمه کتاب اخترشناس: راهنمای عملی نوشته ایان ریدپات - انتشارات نشر نی
ترجمه کتاب روزنامه‌نگاری علمی، سبک‌ها، روش‌ها و تکنیک‌ها - انتشارات جام جم
ترجمه کتاب مقدمه ای کوتاه بر تاریخ ستاره‌شناسی - میخاییل هاسکین - انتشارات حکمت
ترجمه کتاب آواتار – نگاهی علمی به فیلم علمی - تخیلی اواتار - استفان بکستر - انتشارات حکمت
ترجمه کتاب میان ستاره ای به روایت علم به همراه حسین شهرابی
دایرةالمعارف مصور فضا (از زمین تا لبه جهان) - نشر سایان
درس نامه تصویری علم به روایت علمی تخیلی - مدرسه آنلاین فرانش
Recent Books in Science Communication: Practice, Ethics, and a Perspective on New Spaces in Digital Videos
Why we see hope for the future of science journalism